# 全裂马先蒿
全裂马先蒿（学名：Pedicularis dissecta）是列当科马先蒿属的植物，是中国的特有植物。分布在中国大陆的陕西等地，生长于海拔3,000米的地区，多生在岩壁上，目前尚未由人工引种栽培。